# Leptotarsus bertii
Leptotarsus bertii är en tvåvingeart som beskrevs av Alexander 1979. Leptotarsus bertii ingår i släktet Leptotarsus och familjen storharkrankar. Inga underarter finns listade i Catalogue of Life.